# Castillo de Barcience
El castillo de Barcience es un castillo situado en el municipio de Barcience, en la provincia de Toledo (Castilla-La Mancha, España).

## Situación
El castillo de Barcience se eleva sobre un cerro desde el que domina la localidad de Barcience, en la provincia de Toledo. El acceso al castillo se realiza a través de una pista de tierra junto al cementerio que discurre por un pequeño pinar.

## Historia
Barcience fue una zona fortificada y desde los siglos XI y XII. En el siglo XIII pasó a manos de la Orden de Santiago y fue cedido por su gran maestre, Enrique IV de Castilla, al adelantado Alfonso Tenorio, cabeza de la familia de los Silva, condes de Cifuentes desde 1454. Estos construyeron el castillo en el siglo XV. La construcción del castillo la comenzó Juan de Silva y su nieto Juan de Silva y castañeda fue quien la concluyó. En el siglo XVI fue provisto de artillería y guarnición.
De los Silva paso a las casas ducales del Infantado, de Osuna y de Pastrana. Los duques de Pastrana donaron el castillo de Barcience al papa León XIII, quien lo vendió posteriormente a un particular, junto con el término y el pueblo. 
El particular en cuestión se trata de la familia Calderon, concretamente en la figura de Cirilo Calderon, hombre de negocios que junto con la enorme finca de Barcience en la que se incluía el castillo de Barcience adquirió el palacio de Barcience a la familia vizcaína de los Taramona y consiguió con su elocuencia y buena visión para los negocios hacer de Barcience y concretamente de sus fincas un auténtico emporio en lo que a explotación agropecuaria se refiere. En la actualidad toda la grandeza de aquella explotación agropecuaria esta en manos de Luis Calderon, heredero de Cirilo Calderon.
No existe documentación que implique a este castillo en ninguna acción bélica, por lo que ha sido utilizado principalmente y a lo largo de los siglos como mansión señorial.

## Descripción y características

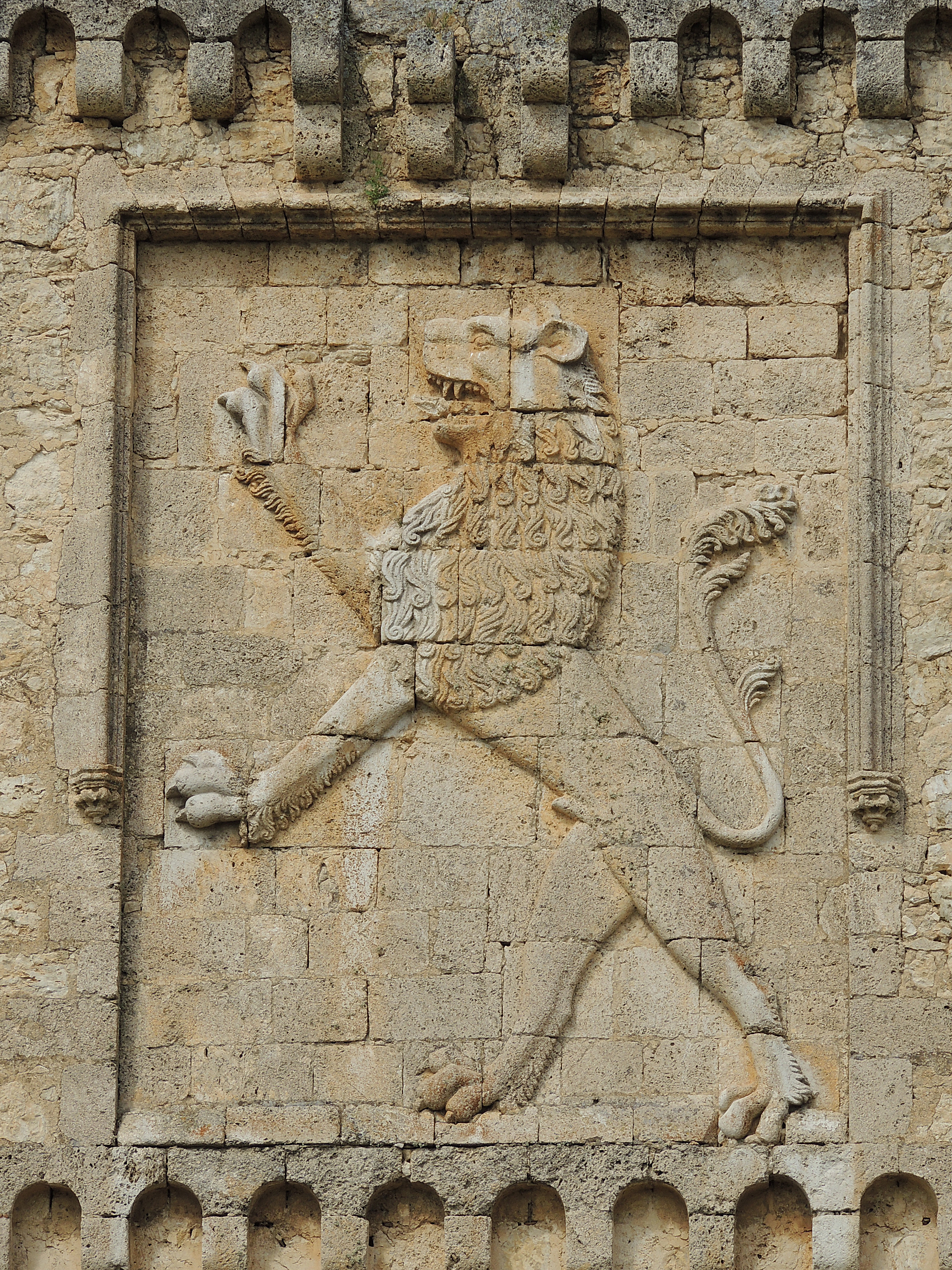
Bajorrelieve con el león de los Silva en la torre del homenaje

El castillo de Barcience es de planta casi cuadrada. Destaca su torre del homenaje, de forma cuadrada. En su muro exterior hay grabado un enorme león rampante, que es el emblema de la familia Silva, condes de Cifuentes.
En los ángulos de la parte posterior hay dos torres cilíndricas. En la parte anterior queda a un lado la torre del homenaje y al otro una torre rectangular de mayores dimensiones.
El interior del castillo está totalmente destruido, aunque hay pruebas de la existencia de dos plantas y los adarves que recorren las murallas de una a otra torre.
Debió tener foso y una barrera, de la cual solo quedan dos cubos que protegían la puerta de entrada al recinto.

## Estado de conservación
La parte mejor conservada es la torre del homenaje, así como la estructura exterior de mampostería. El interior se halla completamente en ruinas y sobre todo el recinto o antemuro que lo protegía. Se encuentra bajo la protección de la Declaración genérica del Decreto de 22 de abril de 1949, y la Ley 16/1985 sobre el Patrimonio Histórico Español.